# Hedwig Ruetz

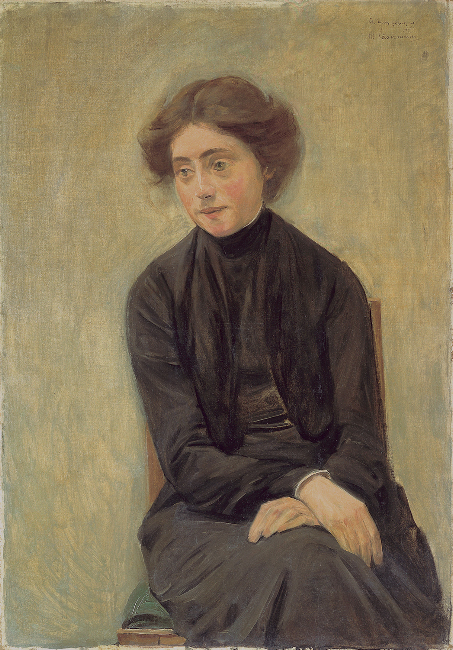
Max Liebermann: Porträt von Fräulein Hedwig Ruetz

Hedwig Ruetz (* 9. Juni 1879 in Riga; † 19. November 1966 in Beulwitz) war eine deutsche Malerin.

## Leben und Werk
Hedwig Rutz war die Tochter eines Rigaer Kaufmanns (nach anderen Angaben eines Journalisten). Nachdem sie von 1891 bis 1893 in Riga an einer Privatschule Malerei studiert hatte, besuchte sie bis 1897 die Malerinnenschule in Karlsruhe. Um 1900 nahm sie in München Privatunterricht bei Hugo von Habermann. Von 1901 bis 1902 lebte sie in Paris, dann in Berlin. Dort besuchte sie die private Malschule von Curt Herrmann, mit dem sie eine lebenslange Freundschaft verband. Sie war vermutlich auch Schülerin von Max Liebermann, der 1903 von ihr ein Ölbild malte, das als verschollen gilt. Hedwig Rutz betrieb dann mit einer Freundin in Berlin eine private Malschule. In einem Adressbuch von 1907 ist sie als Kunstmalerin in der Kaiserallee 172 verzeichnet. Von 1914 bis 1921 lebte sie als Malerin in der Schweiz, unter anderem 1918 in der Pension Villa Fey in Bern und 1919 im Hotel Marbach in Hilterfingen und schuf vor allem Porträts und Landschaftsbilder. Hedwig Rutz lebte dann als selbständige Künstlerin mit ihrer Schwester Elsa, einer Sängerin, auf einem bäuerlichen Anwesen in Beulwitz („Am Edelhof“). Beide waren offenbar unkonventionelle Frauen mit einem Hang zur Extravaganz. In den 1930er Jahren hatte sie mit ihrer Schwester den Sommersitz auf Schloss Molsdorf. Dort schuf sie unter anderem sechs Tafelbilder, die sie 1934 der Kirchgemeinde schenkte. Von 1936 bis 1937 arbeitete Erwin Strittmatter für Hedwig Rutz auf dem Edelhof. Diese Zeit „verarbeitete Strittmatter in seiner Erzählung »Meine Freundin Tina Babe«. Dort nennt der Ich-Erzähler seine Arbeitgeberinnen Elinor und Herma Rasunke. Sie werden als reiche Junggesellinnen beschrieben, die kein Auge für Geld haben.“
Hedwig Rutz war 1903 an der IX. Ausstellung der Berliner Sezession beteiligt ohne Mitglied zu sein.

## Zeitgenössische Rezeption
„Hedwig Ruetz, eine alte Bekannte aus der neu gegründeten Berliner Sezession, bekannt durch das schöne Bildnis, das Liebermann von ihr gemacht hat, stellte in der Galerie J. Casper aus. Meistens Parklandschaften und aquarellierte Blumenstücke. Die Blumen sind kräftig und wirkungsvoll gemalt, die Landschaften lassen ein wenig an Trübner denken und sind ebenfalls mit einer gewissen Schlagkraft gegeben. Gute, auf solider Lehre beruhenden Frauenkunst, die durch ihre Liebe zum Gegenstand, zum Motiv, besticht.“

## Werke (Auswahl)
- Das Zinalrothorn (Öl)[8]
- Bilderzyklus nach Werken von Fra Angelico im Marcus-Kloster Florenz (ca. 1934, Ö; in der Schlosskirche St. Trinitatis Molsdorf)[9]
- Porträt eines Koreaners (Öl, 100 × 90 cm; auf der Dritten Deutschen Kunstausstellung)[10]